# 崔鹏 (1964年)
崔鹏（1964年7月—），天津人。1983年12月参加工作，1991年6月加入中国共产党。
曾任北京市人民政府办公厅副主任、丰台区人民政府区长、北京市人民政府天安门地区管理委员会主任、中央纪委副秘书长兼机关事务管理局局长。2017年1月，任中华人民共和国监察部副部长。2022年10月30日，不再担任国家监察委员会委员，随后出任中央纪委国家监委驻全国政协机关纪检监察组组长。